# Rituel (liturgie)
Pour les articles homonymes, voir Rituel.
Un rituel est, dans la liturgie des différentes religions :
- l'ensemble des rites que le fidèle doit observer lors d'un office, d'une période spéciale (telle que le carême) ou tout au long de l'année ;
- plus spécialement : un ouvrage liturgique qui consigne la succession des prières, actions rituelles, etc., que le clergé doit suivre lors d'un office (exemple : le Rituel romain).